# Ophthalmitis hedemanni
Ophthalmitis hedemanni là một loài bướm đêm trong họ Geometridae.